# 에이든 헤븐
에이든 헤븐(영어: Ayden Edford Heaven, 2006년 9월 22일~)는 잉글랜드의 축구 선수로, 포지션은 센터백, 레프트백, 수비형 미드필더, 중앙 미드필더를 소화할 수 있다. 현재 맨체스터 유나이티드에서 뛰고 있다.